# Het Klaverblad (molen)
Het Klaverblad is een kleine houtzaagmolen aan de Kalverringdijk op de Zaanse Schans in de gemeente Zaanstad.
De bouw van Wip-molen "Het Klaverblad" is een particulier initiatief van Ru Pos.
Ru Pos heeft in 1973 aan de Zaan het stukje buitendijks land aangekocht, waar vroeger pakhuis "Kromo" stond.
In 1986 is dit particulier initiatief ondergebracht in een stichting, "Het Klaverblad". Deze stichting heeft tot doel het oprichten, in bedrijf stellen en houden van een windhoutzaagmolen.
Ruud Pos, de vroegere molenaar van paltrok-houtzaagmolen De Gekroonde Poelenburg, eveneens aan de Zaanse Schans, koesterde al lang de wens om op zijn stuk land tussen de oliemolens De Os en De Bonte Hen aan de Kalverringdijk een kleine molen te bouwen. Tussen 1986 en 2005 bouwde Pos deze molen, die versneld afgebouwd kon worden door vele sponsoren en financiële bijdrage uit gelden van de toenmalige Sponsorloterij welke beschikbaar was gesteld door de vereniging "de Hollandse Molen". 
Het Klaverblad is een lattenzager. Het is een wipmolen met stelling op een schuur. Met de bouw van Het Klaverblad is een verdwenen molentype in de Zaanstreek teruggekeerd. Vroeger vond men veel meer kleine houtzaagmolentjes waarmee wat geld werd bij verdiend door het zagen van kleine balken en planken. 
De naam Het Klaverblad is een verwijzing naar de vier dochters van het molenaarsechtpaar.